# Културна историја
Културна историја комбинује приступе антропологије и историје да би се сагледале популарне културне традиције и културне интерпретације историјског искуства. Испитује записе и приче из прошлости, обухватајући континуитет догађаја (који се догађају сукцесивно и воде из прошлости у садашњост, па чак и у будућност) који се односе на културу.
Културна историја бележи и интерпретира прошле догађаје који укључују људска бића кроз друштвени, културни и политички миље или се односи на уметност и начин на који група фаворизује. Јакоб Буркхарт (1818-1897) помогао је да се културна историја постави дисциплином. Културна историја проучава и тумачи запис о људским друштвима означавајући различите карактеристичне начине живота које је изградила група људи о којој се говори. Културна историја укључује скуп протеклих културних активности, као што су церемонија, час у пракси и интеракција са локалима.

## Опис
Многи садашњи историчари културе тврде да је ово нови приступ, мада су историју културе помињали историчари из деветнаестог века, попут швајцарског научника историје ренесансе Јакоба Буркхарта.
Културна историја се у својим приступима преклапа с француским покретима историје менталитета (Филип Пoaрјер, 2004) и такозваном новом историјом, а у САД је уско повезана са пољем америчких студија. Као што је изворно осмислио и практиковао швајцарски историчар из 19. века Јакоб Буркхарт у погледу италијанске ренесансе, културна историја је била оријентисана на проучавање одређеног историјског периода у целости, у погледу не само њених слика, скулптура и архитектуре, већ и економске основе која подржава друштво и друштвене институције њеног свакодневног живота. Одјеци Буркхартовог приступа у 20. веку могу се видети у књизи Јохана Хејзинга Јесен средњег века (1919).
Најчешће је фокус на феноменима у којима учествују нелитне групе у друштву, попут: карневала, фестивала и јавних ритуала; традицији извођења прича, епова и других вербалних форми; културној еволуцији у људским односима (идеје, науке, уметности, технике); и културним изразима друштвених покрета попут национализма. Такође испитује главне историјске концепте као што су моћ, идеологија, класа, култура, културни идентитет, став, раса, перцепција и нове историјске методе. Многе студије разматрају прилагођавања традиционалне културе масовним медијима (телевизија, радио, новине, часописи, плакати итд.), од штампе до филма и, сада, интернета (култура капитализма). Њени модерни приступи потичу из историје уметности, анала, марксистичке школе, микроисторије и нове културне историје.
Уобичајене теоријске валидације за новију културну историју су обухватале: Јирген Хабермасову формулацију јавне сфере у Структуралној трансформацији буржоаске јавне сфере; Клифорд Герцову идеју о дубоком опису (изложену на пример у Интерпретацији култура); и идеју меморије као културно-историјске категорије, о којој се дискутује у Пол Конертоновом раду Како се друштва сећају.

### Историографија и Француска револуција
Подручје на које се културна историја новог стила често указује као готово парадигма је „ревизионистичка“ историја Француске револуције, која датира негде од изузетно утицајног есеја Франсоа Фурета из 1978. године „Тумачење Француске револуције“. „Ревизионистичка интерпретација” се често карактерише као замена наводно доминантне, наводно марксистичке, „друштвене интерпретације” која лоцира узроке Револуције у класној динамици. Ревизионистички приступ је имао тенденцију да стави већи нагласак на „политичку културу“. Читајући идеје политичке културе кроз Хабермасову концепцију јавне сфере, историчари револуције у последњих неколико деценија сагледавали су улогу и положај културних тема као што су род, ритуал и идеологија у контексту предреволуционарне француске политичке културе.
Историчари који би могли бити груписани под овим оквиром су Роџер Чартијер, Роберт Дарнтон, Патрис Хигонет, Лин Хант, Кит Бејкер, Џоан Ландес, Мона Озоуф и Сара Маза. Наравно, сви ови научници следе прилично различита интересовања, и можда је превише нагласка стављено на парадигматску природу нове историје Француске револуције. Колин Џонс, на пример, није странац за културној историји, Хабермаса или марксизам, и упорно је тврдио да марксистичка интерпретација није мртва, већ да се може оживети; на крају крајева, Хабермасова логика је била у великој мери дужна марксистичком схватању. У међувремену, Ребека Спанг је такође недавно тврдила да, упркос свом нагласку на различитости и новости, 'ревизионистички' приступ задржава идеју Француске револуције као прекретнице у историји (такозване) модерности и да је проблематични појам модерности и сам је привукао оскудну пажњу.

## Студије културе
Културолошке студије су академска дисциплина популарна међу разноликом групом научника. Оне комбинују политичку економију, географију, социологију, друштвену теорију, теорију књижевности, филмске/видео студије, културолошку антропологију, филозофију и историју/критику уметности за проучавање културних феномена у различитим друштвима. Истраживачи културолошких студија често се концентришу на то како се одређени феномен односи на питања идеологије, националности, етничке припадности, друштвене класе и/или пола. Термин је сковао Ричард Хогарт 1964. године када је основао бирмингемски Центар за савремене културолошке студије. Од тада је постао чврсто повезан са Стјуартом Холом, који је наследио Хогарта на месту директора.